# 水韭目
水韭目（學名：Isoetales）為石松綱下的一目，其中現存的物種包括約140-150種水韭屬等植物。
在水韭目中，已滅絕的鱗木科曾進化成巨大的樹形植物，部分物種的樹幹高度更達30米。此科的物種在石炭紀繁盛生長，並形成了廣大的森林。這複雜的熱帶雨林生態系統在賓夕法尼亞紀中期因氣候變得寒冷、乾燥而崩毀，鱗木科植物亦因而逐漸絕種。